# Retrato a Vermelho
O dito Retrato a Vermelho é um retrato a sanguínea de Luís de Camões, pintado por volta de 1573–1575 por Fernão Gomes, sendo considerado o único documento fidedigno que permite conhecer as feições do poeta, retratado em vida por um pintor profissional.
O retrato original terá desaparecido, e o que dele se conhece é uma "cópia fidelíssima" executada no início do século XIX por Luís José Pereira de Resende (1760–1847); esta encontra-se preservada no Arquivo Nacional da Torre do Tombo, onde foi incorporada em 1991.

## História
O retrato original foi executado por Fernão Gomes em Lisboa, conforme a assinatura (fernando gomez fez em Lx.ª). Dataria, segundo apurou Vasco Graça Moura, de entre 1573 e 1575, ainda em vida do poeta. Pela análise formal do desenho, Vítor Serrão avançou a hipótese provável de que o original se devesse destinar à abertura de uma gravura a buril para ilustração do frontispício de uma das primeiras edições d'Os Lusíadas.
O que parece ser facto é que este retrato era ignorado por parte dos primeiros biógrafos de Camões, nomeadamente Pedro de Mariz e Manuel Severim de Faria, que não o referem; este último, na sua obra Discursos Vários Políticos, editado em Évora em 1624, fez publicar um outro retrato gravado de onde se parece ter baseado a iconografia camoniana subsequente, mas a bibliografia de época não menciona as fontes para tão clara definição da sua imagem.
O que parece certo é que, em 1755, o retrato se encontraria na grande colecção de livros e obras de arte dos Condes da Ericeira e Marqueses de Louriçal, no Palácio da Anunciada, junto do Convento da Anunciada. O pintor Fernão Gomes tinha relação como Convento da Anunciada: foi o autor da pintura do Capítulo do Mosteiro da Anunciada e de outras, na época em que ali se fizeram grandes obras, custeadas por D. Joana de Noronha (a segunda com este nome), filha de Violante de Andrade, musa de Camões, segundo José Hermano Saraiva.
O palácio sofre graves danos com o grade terramoto desse ano, sendo consumido pelo incêndio que se lhe seguiu. No entanto, alguns papéis salvaram-se "em 3 cazas que junto do archivo havia", e foram trazidos em caixotes, com o que se pôde remover dos escombros, para a nova residência dos Condes. Após 1755, José Coelho da Silva, "familiar da casa" dos Marqueses do Louriçal, descobre (pois não havia memória naquela Casa de haver tal tesouro) num dos caixotes que se encontrava no compartimento destinado à livraria da nova residência, num saco de seda verde, um embrulho com a seguinte inscrição:
"Cápa das obras de Luiz de Camões, e o seu retrato verdadeiro tirado por Fernando Gomes, pintor d'aquelle tempo, com reputação de grande merito e talento. É o unico que há e ainda falta o teisto que se diz existir em poder de D. Gastão da Camara Coutinho, Senhor das Ilhas Dezertas, (que o tem por herança, em sua livraria). Foi o mesmo teisto tirado d'esta cápa para a primeira impressão que houve d'elle, em 1572; ficou com elle, pelo tempo do disbarate da Caza Vimiozo (que seguio D. Antonio Prior do Crato), um ante-passado do dito D. Gastão. = Isto ouvi, e julgo provavel. Tudo isto me foi dado por Fr. João de N. Senhora, que morrẽo de 80 annos, e foi companheiro de convento, do Conde de Vimiozo no Convento d'Almada q.do o dito Conde se fez frade; e dizia lho déra com muitos outros mais papeis da sua caza." = Archivo Caza N.º 3 – A – 187.m-s.
A cópia "fidelíssima" do retrato, mas também das capas e portada do livro, é feita por Luís José Pereira de Resende (1760-1847), um pintor da Real Academia de Belas-Artes, em data indefinida entre 1819 e 1844, cumprindo uma encomenda de D. Segismundo Caetano Álvares Pereira de Melo, 3.º Duque de Lafões. Desconhece-se o nome do proprietário da cópia do retrato de Camões depois da morte do Duque de Lafões; sabe-se contudo que terá sido a certa altura adquirida por António Augusto Carvalho Monteiro e pertencia ao seu filho, Pedro Augusto de Carvalho Monteiro, quando, em 1925, foi redescoberta por Afonso de Ornelas que o estudou e voltou a traçar o seu percurso histórico em uma comunicação na Academia das Ciências de Lisboa. Em 1951, foi adquirida por António de Aguiar; em 1960, foi comprada pelo Dr. Fausto Amaral de Figueiredo, passando aos seus herdeiros. Em 30 de dezembro de 1988, por proposta do livreiro antiquário Richard C. Ramer, de Nova Iorque, foi comprada pela Comissão Nacional para as Comemorações dos Descobrimentos Portugueses, passando a pertencer ao Estado Português. Após um período de depósito no Museu Nacional de Arte Antiga, foi integrado no Arquivo Nacional da Torre do Tombo em 17 de janeiro de 1991, após ter estado exposta na Fundação Calouste Gulbenkian.